# Xysticus ryukyuensis
Xysticus ryukyuensis is een spinnensoort uit de familie van de krabspinnen (Thomisidae).
De wetenschappelijke naam van de soort werd in 2002 gepubliceerd door Hirotsugu Ono.